# Andrzej Eilmes
Andrzej Jerzy Eilmes – polski chemik, doktor habilitowany nauk chemicznych.

## Życiorys
W 1990 r. ukończył studia chemiczne na Uniwersytecie Jagiellońskim, w 1994 r. obronił pracę doktorską pt. Wpływ stanów z przeniesieniem ładunku na własności ekscytonów lokalnych w domieszkowanych kryształach poliacenów, której promotorem był prof. Piotr Petelenz, w 2006 r. habilitował się. Pracuje na Uniwersytecie Jagiellońskim.
Należy do Rady Dyscypliny Naukowej - Nauk Chemicznych UJ.